# Василь Суриков (фільм)
«Василь Суриков» — радянський історико-біографічний художній фільм режисера Анатолія Рибакова, знятий на кіностудії «Мосфільм» в 1959 році. Фільм розповідає про два десятиліття життя знаменитого російського живописця Василя Сурикова. Факти з його біографії дані в природній для кінострічки літературно-художній інтерпретації.

## Сюжет
Наприкінці 1860-х років завдяки фінансовій підтримці красноярського мецената золотопромисловця П. І. Кузнецова талановитий юнак Василь Суриков їде в Санкт-Петербург і після тримісячної підготовки здає іспити для вступу в Академію мистецтв. Незважаючи на те, що його перша велика картина «Ранок стрілецької страти» була куплена Третьяковим, кожна наступна робота, через високу вимогливість Сурикова до самого себе, забирає багато часу і сил. Вірною помічницею для художника виявилася його дружина Ліза, чия передчасна смерть послужила приводом для повернення в рідний Красноярськ. Дружню пораду і посильну участь завжди були готові дати товариші по об'єднанню пересувних художніх виставок Ілля Рєпін і Іван Крамськой. Деякий час Суриков дружив з Олексієм Луньовим — багатообіцяючим художником, який розміняв свій талант на дрібні салонні замовлення. Яскраві творчі задатки Луньова зійшли нанівець, а життя закінчилося болючим божевіллям. Болісні пошуки Суриковим натурників для картини «Меншиков в Березові» дали результати, він з ентузіазмом працює над масштабним полотном і надалі береться за втілення непростого сюжету з історії російського церковного розколу.

## У ролях
- Євген Лазарев — Василь Іванович Суриков
- Лариса Кадочникова — Єлизавета Августівна Сурикова, дружина художника
- Леонід Галліс — Август Шаре, батько Лілі
- Геннадій Юдін — Олексій Олексійович Луньов
- Георгій Віцин — Ілля Юхимович Рєпін
- Іван Кудрявцев — Іван Миколайович Крамськой
- Анатолій Федоринов — Павло Михайлович Третьяков
- Володимир Марута — Невенгловський, вчитель математики
- Володимир Бєлокуров — Петро Кузнєцов, меценат
- Георгій Чорноволенко — Микола Васильович Гребньов
- Микола Сергєєв — чорнобородий
- Анатолій Кубацький — Тюлькин
- Микола Горлов — Кузьма, натурник
- Володимир Піцек — могильник-заїка
- Володимир Кашпур — юродивий
- Яків Ленц — вчитель малювання
- Георгій Мілляр — ряджений
- Євген Моргунов — комендант снігового містечка
- Борис Терентьєв — Іван Іванович Шишкін
- Михайло Погоржельський — імператор Олександр III
- Володимир Кириллін — міністр освіти

## Знімальна група
- Автор сценарію: Еміль Брагінський, за участю академіка живопису  Василя Яковлєва
- Режисер-постановник:  Анатолій Рибаков
- Оператор-постановник: Гавриїл Єгіазаров
- Композитор:  Володимир Юровський
- Художники-постановники:  Віталій Гладников,  Олексій Пархоменко
- Художник по костюмах: Ольга Кручиніна